# Haar Alfréd

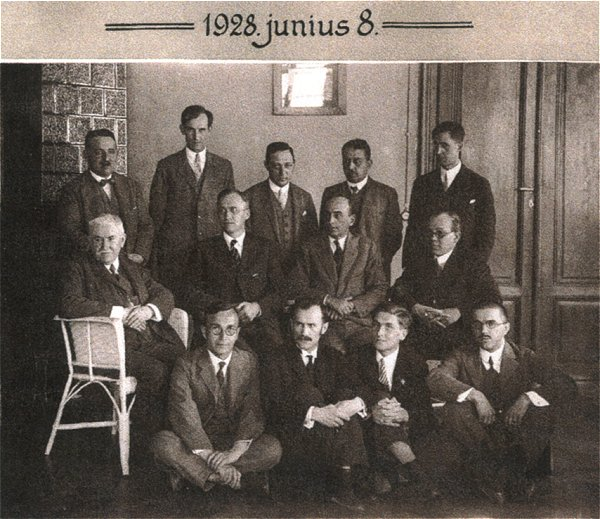
Álló sorban balról a harmadik személy Haar Alfréd, 1928

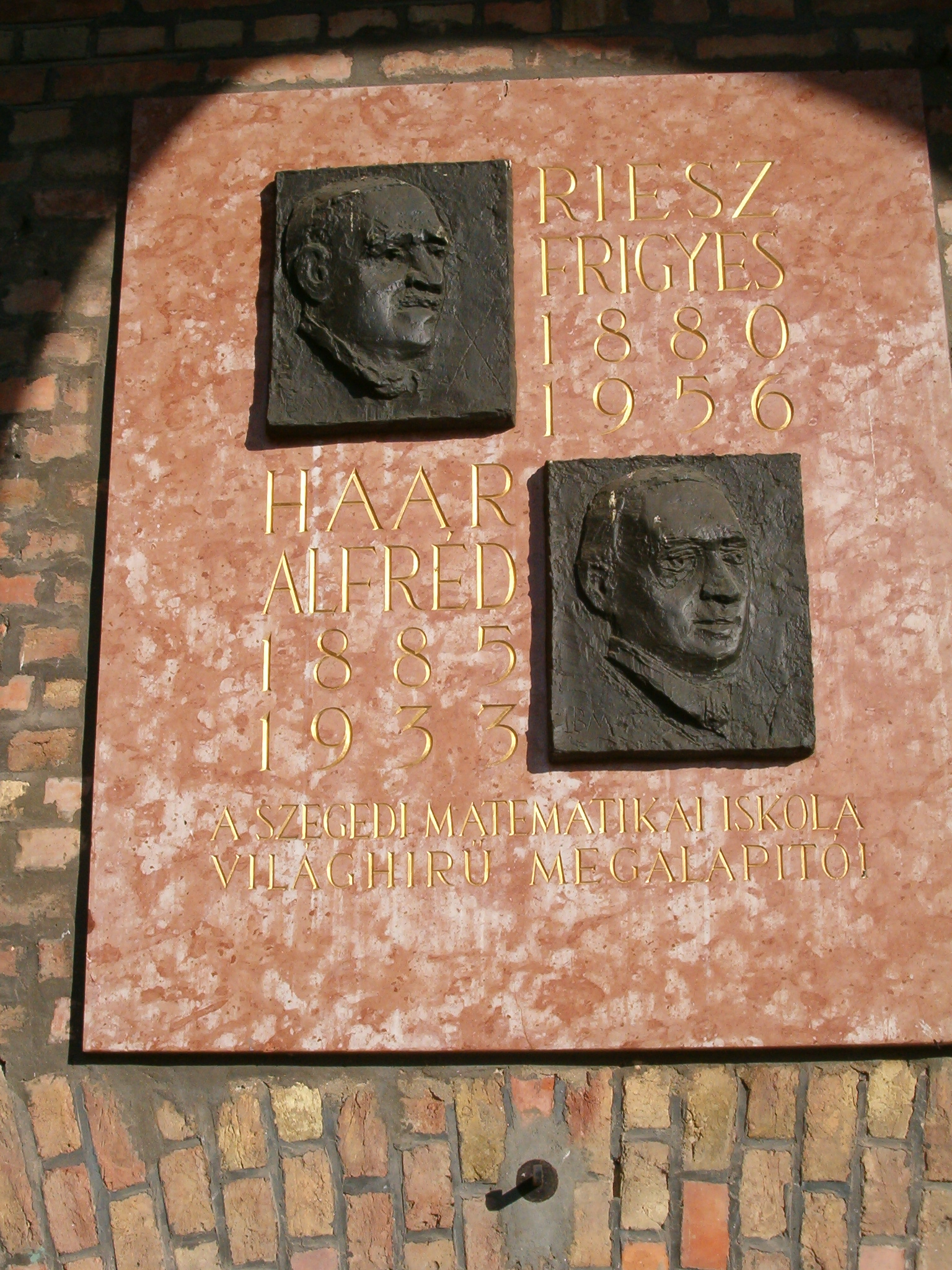
Haar Alfréd és Riesz Frigyes, a szegedi matematikai iskola világhírű megalapítói (Borsos Miklós alkotása)

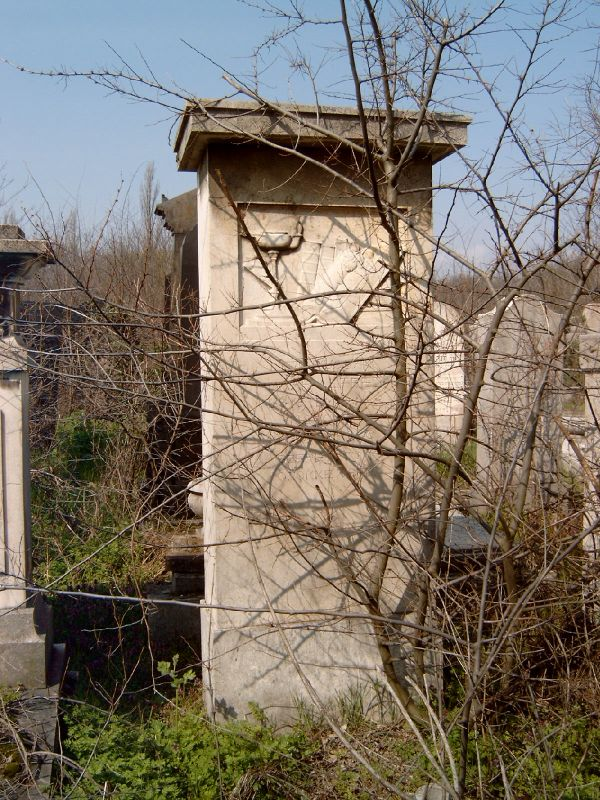
Haar Alfréd sírja Budapesten. Kozma utcai izraelita temető: 1B-23-4.

Haar Alfréd (Budapest, 1885. október 11. – Szeged, 1933. március 16.) magyar matematikus, egyetemi tanár, az MTA tagja.

## Életpályája
Apja Haar Ignác borkereskedő, földbirtokos, anyja Fuchs Emma (1853–1900) volt. A Fasori Evangélikus Gimnáziumba járt (ahol egyébként Rátz László volt a matematikatanára), 1903-ban érettségizett; 1904-ben a budapesti egyetemen matematikai és természettudományos előadásokat kezdett hallgatni, majd 1905-ben beiratkozott a göttingai egyetemre. Professzorai között volt Eötvös Loránd, Kürschák, Carathéodory, Hilbert, Klein és Zermelo, és még sok más kiváló és híres tudós.
A középiskolában a Középiskolai Matematikai Lapok munkatársa lett. Matematikai tehetsége erősen megmutatkozott: 1903 őszén megnyerte az Eötvös Loránd matematikaversenyt, mégis a Műegyetem vegyészmérnöki karának hallgatója lett. 1904-ben azonban – ahogy önéletrajzában is írta – már a budapesti, egy év múlva pedig a göttingai egyetemen tanult tovább. 1909 júniusában Hilbert keze alatt doktorált (49 oldalas doktori dolgozatában a Sturm-Liouville-féle és a gömbfüggvényekből álló függvényrendszereket vizsgálja, és felfedezi a függvényanalízisben azóta is széles körben használt Haar-féle ortogonális függvényrendszereket), és még az évben az egyetem magántanárává habilitálják.
1912-ben Farkas Gyula Riesz Frigyest és őt meghívta a kolozsvári egyetem tanárának, és Haar elfogadta az invitálást. 1912. április 6-ától kezdve az elemi mennyiségtan nyilvános rendkívüli tanára, 1917. szeptember 10-étől pedig nyilvános rendes tanára volt. Kiváló előadónak tartották, az előadásokhoz írt saját kezű jegyzetei közül nem egy könyv alakban is megjelent később.
A trianoni tragédia miatt az egyetemnek el kellett költöznie Kolozsvárról, 1921-től kezdve működése Szegeden folytatódott. Itt Riesz Frigyessel Haar megalapította a szegedi egyetem matematikai központját, és a színvonalas tudományos munka mellett oktatás- és tudományszervezési feladatokban is részt vett.
1922-ben munkatársaival együtt létrehozta az első külföldön is jelentős magyar matematikai folyóiratot, Acta Stientiarum Mathematicarum címmel.
A munkában egy meglehetős gyorsasággal kibontakozó betegség, a gyomorrák állította meg. 1933. március 16-án este elhunyt.

## Kutatási területe
A matematikai analízissel és a topologikus csoportok elméletével foglalkozott. Eredményeket ért el az ortogonális függvénysorok és szinguláris integrálok, az analitikus függvények, a parciális differenciálegyenletek, a halmazelmélet, a függvényapproximáció, és a variációszámítás terén.

## Emlékezete
Nevét több matematikai fogalom viseli, például a Haar-mérték.
Egy 1997-ben felfedezett kisbolygót a tiszteletére (24907) Alfredhaarnak neveztek el.

## Művei
- Haar A. Zur Theorie der orthogonalen Funktionensysteme, Mathematische Annalen, 69, pp 331–371, 1910.[6]
- Zur Variationsrechnung („A variációszámításhoz”), 1930
- Der Maasbegriff in der Theorie der Kontinuerlichen Gruppen („Mértékfogalom a folytonos csoportok elméletében”), 1933
- Haar Alfréd összegyűjtött munkái (sajtó alá rendezte Szőkefalvi-Nagy Béla, 1959)